# 西班牙工人党—共产主义团结

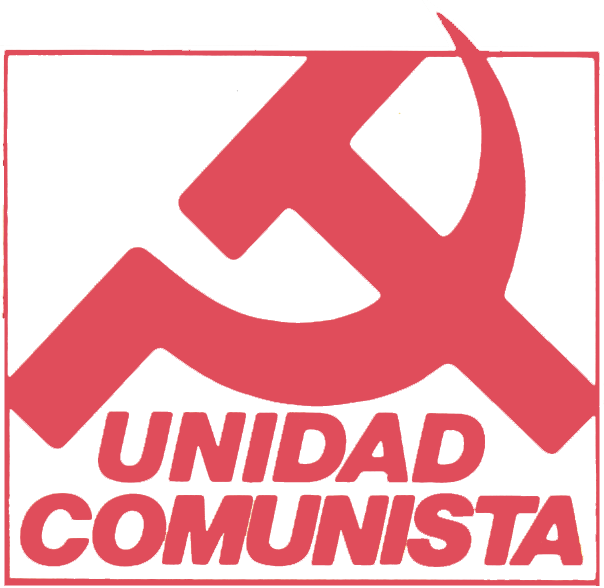
西班牙工人党—共产主义团结标志

西班牙工人党—共产主义团结（西班牙語：Partido de los Trabajadores de España–Unidad Comunista）是西班牙历史上的一个共产主义政党。该党成立于1985年10月9日，是西班牙共产党前总书记圣地亚哥·卡里略及其追随者被西班牙共产党开除后建立的。最初，该党取名为西班牙共产党（革命马克思主义），并以此名称向官方注册；后来，该党改名为西班牙工人党—共产主义团结，但未改变注册名称。该党以革命马克思主义为指导思想，而非马克思列宁主义。圣地亚哥·卡里略任主席，阿道夫·皮涅多任总书记。1991年10月27日，该党并入西班牙工人社会党，成为其内部派系“左翼团结”；同时，圣地亚哥·卡里略退出政坛。